# Cigacice (przystanek kolejowy)
Cigacice – zlikwidowany przystanek osobowy w Cigacicach na linii kolejowej nr 379 Konotop – Sulechów, w województwie lubuskim w Polsce.